# Güejar
Güejar je rijeka u Kolumbiji, desna pritoka rijeke Arriari. Pripada porječju rijeke Orinoco.